# Fernando Lameirinhas
Fernando Lameirinhas (Porto, 1944) é um músico português emigrado na Holanda.

## Biografia
Em 1959, a família Lameirinhas foi viver na Bélgica e depois na Holanda.

### Primeiros conjuntos
Os irmãos António e Fernando Lameirinhas formaram os The Modes, que lançam o primeiro single em 1964. A partir de 1966, gravam vários singles como Jesse & James (com os pseudónimos Tony e Waldo Lam). Os maiores sucessos foram "Move" (que chegou ao Top 10 belga em fins de 1967 e foi gravado pelos The Trammps em 1984) e "Something for Nothing", ainda em conjunto com a J.J Band. Lançaram vários EPs e 3 LPs através da editora belga Palette.
"Nubes (Bleeding Roses, Met of zonder)" venceu o primeiro prémio no IV Festival da Canção do Atlântico, realizado em Tenerife em 1969. A editora espanhola Belter reeditou os originais da Palette. Apenas em dois casos eram versões espanholas do grupo.
Nova direcção foi tomada com o álbum A New Exciting Experimence dos Free Pop Electronic Concept, editado pela Palette/Polydor em 1970. Aos irmãos Lam/Lameirinhas e seus colaboradores habituais juntou-se o compositor belga Arsène Souffriau. O disco foi reeditado em 2008, numa edição luxuosa que recebeu múltiplos destaques na imprensa internacional da Record Collector à Mojo ou Amazon.
Em 1972, vão para Espanha e juntam-se aos Los Canarios de Teddy Bautista. Entram depois para os Sail-Joia e obtém um enorme sucesso, em 1975, com o tema "Amesterdão". A banda grava ainda com Fernando's Ginga e com Joia.

### Carreira solo
Fernando Lameirinhas editou o primeiro disco a solo em 1994: Lágrimas e Risos. Nos anos seguintes lançou os discos Vida Vida e Fadeando. Em 1999, colaborou com Paul de Leeuw no tema "Naar het Zuiden"
O CD O Destino foi editado em 2000, e o duplo Live e Alegria do Triste também o são nos dois anos seguinte, respectivamente.
O concerto comemorativo dos 40 anos de carreira ocorreu no dia 18 de Abril de 2005 em Carré. A partir dele, lançou em 2006, o DVD-CD Meu Fado (Live in Carré) onde participaram os holandeses Blof no tema "Abraça-me". Os Blof já tinham tido uma gravação com a portuguesa Cristina Branco.
O CD Fado Blue de Fernando Lameirinhas, Nynke Laverman e JW Roy foi lançado em Dezembro de 2006, e, em Setembro de 2007, foi editado o CD Anaïna. No disco, colabora o músico holandês Stef Bos nos temas "Hier" e "Ericeira".

## Discografia a Solo
- Lágrimas e Risos [1994] Topkapi 521 4812
- Vida Vida [1997] Topkapi 537 4402
- Fadeando [1999] Biram 990201
- O destino [2000] BMCD 310 - Munich Records
- Live (2CD) [2001] BMCD 325 - Munich Records
- Alegria do Triste [2002] BMCD 370 - Munich Records
- Meu Fado - Live in Carré [2006] - Trusten
- Fado Blue [2006] - Rounder Europe 19
- Anaina [2007] - Coast to Coast

## Projectos anteriores
- Joia - Joia [LP, 1982]
- Fernando's Ginga - Ride the Night [LP, 1981]
- Sail-Joia - Live at The Milkyway, Amsterdam [1979]
- Sail-Joia - Mare Alta [1977]
- Sail-Joia - Sail-Joia [1976]
- The Free Pop Electronic Concept [Jess and James & A. Souffriau] - Pop Electric Concept [1970]

### Jesse and James
- "Move" [LP, Palette, 1967] - Jess and James and the J.J. Band
- "Revolution, Evolution, Change" [LP, 1968]
- "Jess and James" [LP, Palette, 1969]
- "Half a Woman" / "Nothing but Love" (Sg, Palette, 1967)
- "The End of Me" / "Let Me Go Home" (Sg, Palette, 1967)
- "Move" / "What I Was Born For" (Sg, Palette, 1967) PB-25-648 [With The J.J. Band]
- "I Let the Day Go By" / "Something for Nothing" (Sg, Palette, 1968)
- "Thank You Show Biz" / "Motherless Child" (Sg, Palette, 1968)
- "Change" / "Julie's Doll" (Sg, Palette, 1968)
- "Fado" / "You Can't Cry Everyday" (Sg, Palette, 1969)
- "My Name Is" / "Love Is a River" (Sg, Palette, 1969)
- "Mrs. Davis" / "A Passing Car" (Sg, Palette, 1969)
- "The Naked" / "High" (Sg, Palette, 1970)
- "The End of Me" / "Move" (Sg, Belter, 1968) 07.413
- "Move" / "Seria el fin" (The End Of Me)(Sg, Belter, 1968) 07.436
- "Thank You Show Biz" (Sg, Belter, 1968) 07.493
- "Algo por Nada (Something for Nothing)" / "Dejo pasar el día (I Left the Day Go By)" (Sg, Belter, 1968) 07.505
- "Change (Cambio)" / "Julie´s Doll (La muñeca de Julie)" (Sg, Belter, 1969) 07.553
- "Nubes (Bleeding Roses)" / "Asi fue (So It Was)" (Sg, Belter, 1969) 07.570
- "Love Is a River" / "My Name Is" (Single, Belter, 1969)
- "Move" (Sg, Best Seller)
- "Jess, Denis and James - A Man's Symphony" (part 1-2)